# Patricia (Alberta)
Pour les articles homonymes, voir Patricia.
Patricia est un hameau (hamlet) du Comté de Newell, situé dans la province canadienne d'Alberta.

## Démographie
En tant que localité désignée dans le recensement de 2011, Patricia a une population de 108 habitants dans 41 de ses 50 logements, soit une variation de -5.3% par rapport à la population de 2006. Avec une superficie de 0,588 3 km2, le hameau possède une densité de population de 183,579 8 hab/km2 en 2011.
Concernant le recensement de 2006, Patricia abritait 114 habitants dans 48 de ses 51 logements. Avec une superficie de 0,588 3 km2, le hameau possédait une densité de population de 193,8 hab/km2 en 2006.